# 홍성민 (야구 선수)
홍성민(洪性民, 1989년 7월 15일 ~ )은 전 KBO 리그 키움 히어로즈의 투수이다.

## KIA 타이거즈시절
2012년 6라운드 6순위(전체 지명 56위)로 입단했다.

## 롯데 자이언츠시절

### 2013년 시즌
2012년 11월 27일에 외야수 김주찬의 보상 선수로 지명돼 이적했다. 롯데전에 상대적으로 강해 그를 지명했다. 8월 29일 한화전에서 7이닝 무실점으로 개인 최다 이닝을 소화했다.

### 2014년 시즌
시즌 14경기에 등판해 2승 3패, 4점대 평균자책점을 기록했다.

### 2015년 시즌
전 경기에서 구원 투수로 등판했다.
시즌 67경기에 등판해 82이닝 4승 4패, 1세이브, 8홀드, 3점대 평균자책점을 기록했다. 이 해에 팀 불펜 투수 중 가장 긴 이닝을 소화했다.

### 2016년 시즌
1승 1패, 2세이브, 5홀드, 4점대 평균자책점을 기록했다.

## 경찰 야구단시절
2016년 시즌 후 입대했다.

## 롯데 자이언츠복귀
2018년에 복귀했다.

### 2019년 시즌
부상으로 인해 12경기에만 등판했다. 12.2이닝 1홀드, 4점대 평균자책점을 기록했다.

## NC 다이노스시절
2020년 KBO 리그 2차 드래프트를 통해 강동연, 김기환과 함께 이적했다.

### 2020년시즌
1군 스프링 캠프 명단에 포함되지 못했고, 재활군에서 몸 상태를 끌어올렸다. 6월 4일에 강동연을 대신해 1군에 등록됐다. 6월 5일 한화 이글스와의 경기에서 1이닝 무실점을 기록했으나 6월 7일 김진성이 등록되면서 1군에서 말소됐다.
박진우, 강윤구가 부진해 8월 6일에 1군에 등록됐다. 8월 21일까지 8경기 연속 무실점을 기록했다.
이적 전까지는 스플리터를 주력 변화구로 썼으나 재활을 거치며 체인지업 구사 비율이 높아졌다.
시즌 30경기에 등판해 26이닝 1점대 평균자책점, 8홀드, 6볼넷, 14탈삼진을 기록했다.

#### 2020년한국시리즈
두산 베어스와의 1차전, 3차전에 등판해 1.1이닝 평균자책점 0을 기록했다.
| 평균자책점 | 경기 | 완투 | 완봉 | 승 | 패 | 세 | 홀 | 이닝  | 피안타 | 피홈런 | 볼넷 | 사구 | 삼진 | 실점 | 자책점 |
| ---------- | ---- | ---- | ---- | -- | -- | -- | -- | ----- | ------ | ------ | ---- | ---- | ---- | ---- | ------ |
| 0.00       | 2    | 0    | 0    | 0  | 0  | 0  | 0  | 1 1/3 | 1      | 0      | 2    | 0    | 1    | 0    | 0      |

### 2021년시즌
시즌 전반기에 필승조 불펜 투수로 활약했다. 5월 2일 키움 히어로즈와의 경기 이후 5월 한 달 동안 실점을 허용하지 않으면서 0점대 평균자책점을 기록했다.
8월 12일 롯데 자이언츠와의 경기에서 데뷔 첫 두 자릿수 홀드를 기록했다. 9월 이후에는 부진했다.
시즌 53경기에 등판해 41.1이닝 3점대 평균자책점, 3승 4패, 14홀드, 26탈삼진을 기록했다. 2022년 시즌 후 방출됐다.

## 키움 히어로즈시절
2022년 11월에 입단하였다. 2023년 10월에 방출됐다.

## 출신 학교
- 노암초등학교
- 경포중학교
- 강릉고등학교
- 한양대학교

## 통산 기록
| 연도 | 팀명   | 평균자책점 | 경기 | 완투 | 완봉 | 승 | 패 | 세 | 홀 | 승률  | 타자 | 이닝 | 피안타 | 피홈런 | 볼넷 | 사구 | 탈삼진 | 실점 | 자책점 |
| ---- | ------ | ---------- | ---- | ---- | ---- | -- | -- | -- | -- | ----- | ---- | ---- | ------ | ------ | ---- | ---- | ------ | ---- | ------ |
| 2012 | KIA    | 3.38       | 48   | 0    | 0    | 0  | 0  | 1  | 3  | -     | 245  | 56   | 61     | 5      | 25   | 5    | 32     | 22   | 21     |
| 2013 | 롯데   | 3.14       | 25   | 0    | 0    | 4  | 2  | 1  | 2  | 0.667 | 207  | 48⅔  | 54     | 3      | 18   | 3    | 22     | 20   | 17     |
| 2014 | 롯데   | 4.75       | 14   | 0    | 0    | 2  | 3  | 0  | 0  | 0.400 | 156  | 36   | 42     | 7      | 12   | 0    | 11     | 23   | 19     |
| 2015 | 롯데   | 3.95       | 67   | 0    | 0    | 4  | 4  | 1  | 8  | 0.500 | 352  | 82   | 85     | 8      | 24   | 10   | 65     | 38   | 36     |
| 2016 | 롯데   | 4.46       | 52   | 0    | 0    | 1  | 1  | 2  | 5  | 0.500 | 185  | 42⅓  | 45     | 5      | 16   | 1    | 30     | 24   | 21     |
| 2018 | 롯데   | 12.27      | 4    | 0    | 0    | 0  | 0  | 0  | 0  | -     | 18   | 3⅔   | 6      | 1      | 1    | 0    | 3      | 5    | 5      |
| 2019 | 롯데   | 4.26       | 12   | 0    | 0    | 0  | 0  | 0  | 1  | -     | 57   | 12⅔  | 17     | 0      | 0    | 1    | 7      | 6    | 6      |
| 2020 | NC     | 1.04       | 30   | 0    | 0    | 1  | 0  | 0  | 8  | 1.000 | 104  | 26   | 20     | 2      | 6    | 2    | 14     | 4    | 3      |
| 2021 | NC     | 3.92       | 53   | 0    | 0    | 3  | 4  | 0  | 14 | 0.429 | 185  | 41⅓  | 53     | 3      | 12   | 2    | 26     | 19   | 18     |
| 2023 | 키움   | 9.00       | 2    | 0    | 0    | 0  | 0  | 0  | 0  | -     | 12   | 2    | 5      | 1      | 1    | 0    | 1      | 2    | 2      |
| 통산 | 10시즌 | 3.80       | 307  | 0    | 0    | 15 | 14 | 5  | 41 | 0.517 | 1521 | 350⅔ | 388    | 35     | 115  | 24   | 211    | 163  | 148    |